# Мехмед-бей Айдыноглу
Мехмед-бей Айдыноглу (тур. Mübarizeddin Gazi Mehmed Bey Aydınoğlu; умер 1334) — основатель династии и бейлика Айдыногуллары. Название бейлика происходит от имени отца Мехмеда, Айдына. Мехмед контролировал два порта на Эгейском море — Аясолук и Смирну. При Мехмеде был создан флот бейлика, и сын Мехмеда, Умур, начал заниматься пиратскими набегами на острова и греческое побережье Эгейского моря. Это заставило христианские державы, страдавшие от рейдов Айдынского флота, объединиться в антитурецкую лигу.
Мехмед-бей был первым среди тюркских беев того периода, который назвал себя гази («Воитель Веры»). В период правления Мехмеда бейлик посетил Ибн Баттута, оставивший хвалебные отзывы о Мехмеде и его сыновьях. Мехмед, как и его сын Умур, является одним из героев Дустурнаме — эпической поэмы османского историка XV века Энвери.

## Биография

### Образование бейлика
Был Саса-бей по имени, храбрец-гази,  
Что раньше всех пришёл в Айдын Или.
Когда он Бирги покорил,
Айдыноглу позвал, устроил пир.
Затем Айдыноглу пришёл к Айасулуку,
Его он покорил и захватил округу.
И множество церквей он превратил в мечети,
Гази Мехмед-бей, крепкий в вере, как никто на свете!
Затем манджаныками Келес окружил,
Текфура заставил себе служить.
Но вот однажды с моря высадились франки,
А с ними греки, сербы и аланы.
Пять братьев с войском вышли им навстречу,
Неверные разбиты были в сече.
К тому ж завистник Саса совершил измену,
Сам мусульманин, а помог неверным.
Но в газавате том сражён предатель был безжалостно.
Эмир добычу разделил средь воинов без жадности…
Мехмед-бей был сыном Айдына. Об этом эпониме династии ничего не известно, кроме того, что в летописи он назван «сатрап Ионии» и что у него было пятеро сыновей. Согласно историческим записям, Мехмед-бей впервые был замечен в бассейне реки Каистр (Малый Мендерес). Энвери, описавший в поэме Дустурнаме историю возникновения бейлика, считал, что вместе с зятем Ментеше-бея, Саса-беем, Мехмед совершил первые военные операции. Вместе Саса-бей и Мехмед захватили самые важные города региона. По словам Энвери, в 1308 году Мехмед завоевал Бирги, который стал его столицей. Надпись над главными воротами Большой мечети Бирги (Улу джами) гласит, что город был завоёван Мехмедом Айдыноглу в 707 году Хиджры (1307 год).  Считается, что Аясолук был захвачен под командованием Мехмеда  24 октября 1304 года, город был разграблен, часть населения была депортирована в Тире, оставшиеся были убиты на месте. Захват Келеса тоже приписывается Мехмеду.
Но, описывая турецких правителей, Никифор Григора писал: «Магнезию, Приину и Ефес ещё прежде успел подчинить себе другой сатрап, Сасан». Он не упоминал Мехмеда. Энвери тоже писал, что на земли, в будущем ставшие бейликом Айдыногуллары, первым пришёл Саса-бей.  Возможно, Бирги захватил  не Мехмед, а Саса-бей,  это произошло после того, как он поссорился с эмиром Ментеше, своим тестем. И именно Саса-бей занял Аясолук вскоре после ухода каталонцев.  Мехмед-бей, как друг и союзник, поддерживал Саса-бея, против наёмников, привезённых византийцами. Но эта дружба и союз между двумя тюркскими беями длились недолго. Сразу после того, как каталонские наёмники ушли из региона, между Мехмедом-беем и Сасой-беем произошёл конфликт, итогом которого стала смерть Сасы-бея в 1310 году. Зависть или какая-то другая причина побудили Сасу-бея перейти к христианам, и он погиб в битве. Востоковед Ирэн Меликофф-Сайяр полагала, что после предательства Сасы-бея Мехмед присвоил себе заслугу завоеваний всех земель бейлика.

Традиционно считается, что к 1308 году Мехмед контролировал долины рек Каистр и Мендерес, к 1317 году он захватил верхнюю крепость Смирны, Кадифекале, а в 1328 году его сын завоевал и прибрежную крепость города. Таким образом, Мехмед-бей сформировал свой собственный бейлик на завоёванных землях, который был назван именем его отца.
Согласно историческому введению в поэму Дустурнаме, Айдыниды были вассалами двух сюзеренов: от конийского султана  Мехмед получил в удж «страну Айдын», также Мехмед и его четверо братьев назывались вассалами Гермияногуллары. Поль Лемерль полагал, что утверждение о зависимости от султанов Рума только стереотипная легенда, по которой у истоков каждого эмирата стояли сельджуки. Более вероятно, что Айдыноглу были вассалами могущественных эмиров Гермияна, и что они не получали землю в удж, а захватили её. Это согласуется с другими источниками.  В то время Мехмед был субаши (офицером) войска бейлика Гермиян; и Мехмед, и Ментеше-беи подчинялись Гермианогуллары, а через них их сюзерену — государству Ильханидов. По османским хроникам Мехмед объявил себя независимым от Гермияногуллары и основал свой собственный эмират в 717 году Хиджры (1317 год).

### Правление
Эмир Мехмед разделил княжество между своими сыновьями. Он последовательно наделял землями своих четырёх старших сыновей, когда они достигали возраста восемнадцати лет.
- Старший, Хызыр, получил Аясолук и Султанхисар[англ.][9][11]. Это произошло в 1325 году, и Хызыр управлял Аясолуком до своей смерти в 1360 году. Сначала он был вассалом своего отца, а затем — младшего брата, Умур-бея.
- Второй, родившийся в 709 году Хиджры Умур, получил Смирну[9][12]. Также он получил верховную власть после смерти Мехмеда в 1334 году[13].
- Третий, Ибрагим, получил Бодемию[9]. Ибрагима Энвери  называл Бахадур («храбрый»), а также писал нём как о жестоком человеке, всегда готовом уничтожать и жечь. Бодемия была идентифицирована с «большой деревней в районе Одемиш, наиболее часто называемой Bademiye»[12]. Убит 17 января 1345 года при нападении вместе с братьями на порт Смирны[14].
- Четвёртый, Сулейман, получил Тире[англ.][9], расположенный на левом берегу Каистра, к северо-западу от горы Мессогис[15]. Судя по надписи на его захоронении в Тире, после смерти своего отца он владел Тире до своей собственной смерти в 1349 году[16]. В 1333 году Сулейман был женат на дочери бея Орхана[17]. Историки полагают, что это  второй бей Османского бейлика, Орхан Гази[18], или это Орхан Ментеше[16].
- Пятый сын Иса ничего не получил, он остался с Мехмедом[9] в Бирги, который являлся личной резиденцией Мехмеда и был столицей всех территорий Айдыноглу[10].

В 1333 году Айдын посетил Ибн Баттута, он побывал в Бирги, Аясолуке (Сельчуке) и Измире (Смирне). «Султан» Мехмед Айдыноглу в это время укрылся от летней жары на близлежащей горе. Ибн Баттута видел Хызыра и Умура, которые были тогда у отца. Описания Ибн Баттуты дают картину богатства и благополучия беев Айдына.
Аясолук в правление Мехмеда возродился после резни 1304 года, он стал конкурентом Смирны, которая подвергалась нападениям и страдала от соперничества между византийцами и турками.

### Пиратство
Мехмед построил суда и промышлял пиратством. Григора писал: «Турки, выстроив множество кораблей, не только стали нападать на острова, находящиеся в Эгейском море и за ним, но стали также захватывать и грабить купеческие корабли. Они часто пускались в Средиземное море, как будто оно принадлежало им, не встречая ни в ком сопротивления». Сначала набегам подвергались все христианские территории, которые были достижимы для судов Айдынидов: и византийские земли, и латинские герцогства Архипелага и Мореи, и колонии Венеции и Генуи, и христианские торговые суда. Но в 1329 году Мехмед согласился заключить договор с новым византийским императором Андроником III Палеологом. Андроник  подписал мирное соглашение с Мехмедом и эмиром Сарухана. Цель этой договорённости — нейтрализовать эмираты, чтобы более эффективно противостоять османам (1329). Умур не одобрял договор, заключённый отцом, потому что теперь ему приходилось избегать нападений на византийские территории. Таким образом, под удар рейдов Айдынидов попадали лишь земли и корабли латинян. Пиратская деятельность приморских эмиратов Айдына, Карасы, Сарухана и Ментеше беспокоила католические державы Средиземноморья.   В 1332 году начала складываться Лига христианских держав. В сентябре 1332 года Византийский император Андроник III был приглашён принять участие вместе с венецианцами и рыцарями Родоса в формировании военно-морской лиги. Антитурецкая лига окончательно была сформирована в 1334 году в Авиньоне. Византия поначалу не отказалась от вступления, однако  никакого участия в военных действиях против Умура не принимала. Между тем ситуация ухудшилась. В 1332 и 1333 годах сын Мехмеда, Умур начал свои первые пиратские операции в Эгейском море и заявил о себе как о самом опасном морском противнике. Поэтому первоочередной военной целью лиги должен был стать порт Смирны, бывший отправной точкой для экспедиций Умура. Знамя бейлика — чёрное колесо на красном поле — наводило ужас на соседние христианские государства.
Мехмед-бей умер в начале 1334 года, через несколько месяцев после визита Ибн Баттуты и до активных действий лиги. Он упал в воду во время охоты и заболел, затем умер, но перед смертью заявил сыновьям, что хочет видеть своим преемником второго сына Умура. Похоронен Мехмед, как и его сыновья Умур, Ибрагим и Иса, в тюрбе Мехмеда-бея в Бирги.

## Личность и память
Во время приезда Ибн Баттуты в Бирги, столицу эмирата, султан Мехмед находился в летней резиденции в горах, спасаясь от жары. Ибн Батута так описывает увиденное им во дворце богатство эмира:
Пройдя через большие ворота и приближаясь ко входу во дворец, мы увидели около двадцати слуг. На них были шёлковые одежды… Поднявшись по длинной лестнице, мы вошли в зал внушительных размеров. В центре зала был бассейн, по краям которого были установлены бронзовые изваяния львов, открытые пасти которых извергали потоки воды… Для нас принесли золотые и серебряные чаши с шербетом, ложки так же были из золота и серебра. Шербет подавали так же в посуде из фарфора.
Когда Ибн Баттута покидал Бирги, Мехмед-бей подарил ему 100 динаров, 1 тысячу дирхемов, греческого раба и халат. Ибн Баттута так охарактеризовал Мехмеда: « один из лучших государей, самый щедрый и самый выдающийся».
Мехмет-бей оказывал поддержку учёным. По его заказу между 1312 и 1319 годами на тюркский язык была переведена с арабского Qisas al-anbiya (араб. قصص الأنبياء‎ — Сказания о пророках, автор — Ас-Саалиби).  Это самая ранняя известная анатолийская турецкая версия историй доисламских пророков, а также одно из самых ранних произведений литературы на староанатолийском языке. Примерно тогда же были переведены с персидского Tadhkirat al-awliya («перс. تذکرة الاولیا‎ — Биографии святых, автор Аттар). Оба эти перевода были выполнены одним и тем же переводчиком. Оба перевода были посвящёны Мехмеду-бею, кроме того, перевод Tadkkirat al-awliya после некоторых правок был представлен и посвящён Умуру-бею. Ибн Мелек Фириштеоглу был сыном Абдулатифа Изеддина Фириште, известного кади и собирателя толкований Корана. Абдулатифа Изеддина Ибн Баттута упомянул в рассказе о посещении бейлика и описал как „набожного и добродетельного“. Абдулатиф переехал в бейлик по приглашению Мехмеда-бея, а Ибн Мелек многие годы преподавал в медресе в Тире, которое было потом названо его именем. Сыновья Мехмеда-бея Иса, Сулейман и Хызыр обучались у Ибн Мелека. Османский историк XVI века Ташкопрюзаде писал, что Ибн Мелек учил и самого Мехмеда-бея, но это сомнительно. Ибн Мелек составил рифмованный тюркско-арабский словарь.
От сына Джелаладдина, Султана Валада, Мехмед-бей получил титул „Вождь борцов за веру“. Внук Джелаладдина Руми Улу Ариф Челеби предпринял поездку в княжества Гермиян, Ментеше и Айдын и встречался в Бирги с Мехмедом-беем. Мехмед построил в Бирги мечеть и медресе. Надпись над главными воротами Большой мечети Бирги (Улу джами) гласит, что мечеть была построена Гази Мехмедом Айдыноглу в 712 году Хиджры (1312 год). Он был первым среди тюркских беев того периода, назвавшим себя гази („Воитель Веры“). К 1330 годам уже и эмир Ментеше, и Орхан в надписях величали себя „Султанами гази“».
Мамлюкский историк Шихабуддин аль-Умари (1301—1349) писал, что «сын Айдына — воин за веру, который имел 300 крепостей и 70 тысяч всадников» и что он «постоянно сражался с греками и франками на море».